# Tempo di festa, tempo di carestia: storia del clima dall'anno mille
Tempo di festa, tempo di carestia: storia del clima dall'anno mille è un saggio storico-scientifico del 1967 dello storico francese Emmanuel Le Roy Ladurie che tratta di climatologia storica. Il saggio in particolare tratta della storia del clima dall'anno mille fino ai primi del Novecento analizzando come proxy data il limite latitudinale della coltura della vite, e l'avanzamento e ritiro dei ghiacciai europei, in Europa. Il saggio mette così in luce i vari cicli centenari del clima nell'ultimo millennio, dal periodo caldo medioevale alla piccola era glaciale che si innestano nell'attuale riscaldamento globale dal 1850 ad oggi, comprese le vicissitudini storico-leggendarie ad esso legate come la saga del vichingo Erik il Rosso.